# Conjunto suma
En combinatoria aditiva, el conjunto suma (también llamado la suma de Minkowski) de dos subconjuntos {\displaystyle A} y {\displaystyle B} de un grupo abeliano {\displaystyle G} (escrito aditivamente) está definida como el conjunto de todas las sumas de un elemento de {\displaystyle A} con un elemento de {\displaystyle B}. Esto es,
{\displaystyle A+B=\{a+b:a\in A,b\in B\}.}
El conjunto suma de {\displaystyle n}-iterado de el conjunto {\displaystyle A} está dado por
{\displaystyle nA=A+\cdots +A,}
donde en total hay {\displaystyle n} sumandos.
Muchas de las preguntas y resultados de la combinatoria aditiva y teoría de números aditiva puede ser descrita en términos de conjuntos suma. Por ejemplo, el teorema de los cuatro cuadrados de Lagrange puede ser escrito brevemente de la siguiente forma
{\displaystyle 4\Box =\mathbb {N} ,}
donde {\displaystyle \Box } es el conjunto de números cuadrados. Un objecto que ha dado cabida a una gran cantidad de estudio son los conjuntos con plegado oequeño, donde el tamaño del conjunto {\displaystyle A+A} es pequeño (comparado con el tamaño de {\displaystyle A}); véase por ejemplo el teorema de Freiman.